# Rou-Marson
Rou-Marson – miejscowość i gmina we Francji, w regionie Kraj Loary, w departamencie Maine i Loara.
Według danych na rok 2010 gminę zamieszkiwały 683 osoby, a gęstość zaludnienia wynosiła 54 osób/km².